# John Shelton
John Shelton (1790 o 1791 – Dublino, 13 maggio 1845) è stato un ufficiale britannico.
Comandò con il grado di colonnello il 44º Reggimento a piedi durante la prima guerra anglo-afghana e fu il secondo in comando del maggior generale Sir William Elphinstone. Fu uno dei pochi militari britannici a sopravvivere alla disastrosa ritirata da Kabul del 1842. Ebbe una meritata reputazione di grande coraggio fisico, ma era un comandante tirannico e incapace, tanto che la sua morte accidentale fu acclamata dalle sue truppe.

## Inizi della carriere militare
Shelton fu arruolato nell'esercito come guardiamarina nel 9º Reggimento a piedi il 21 novembre 1805. Due anni dopo divenne tenente. Nel 1808 partecipò alle battaglie di Roliça, Vimiero e Corunna, in Portogallo. Il reggimento fu successivamente richiamato in Gran Bretagna. Shelton prese parte alla disastrosa spedizione di Walcheren del 1809. Nel 1812-1813 tornò nella penisola iberica. In quegli anni partecipò alle battaglie di Badajoz, Burgos, Salamanca e Vittoria. Fu gravemente ferito durante l'assedio di San Sebastián, perdendo il braccio destro. Si dice che rimase impassibile fuori dalla sua tenda mentre un chirurgo gli amputava l'arto. Prestò quindi servizio nella campagna del 1814 in Canada, durante la Guerra anglo-americana.
Nel 1817 Shelton si trasferì al 44º Reggimento a piedi e fu inviato in India nel 1822. Nel marzo 1824, il reggimento combatté in Arakan, durante la prima guerra anglo-birmana: Shelton dimostrò un notevole coraggio. Il 6 febbraio 1825 divenne maggiore del reggimento e il 16 settembre 1827 fu promosso tenente colonnello. Nei 13 anni successivi, trascorsi in India con il reggimento, si fece una reputazione di comandante duro e tirannico.

## Servizio in Afghanistan
Alla fine del 1840 Shelton fu temporaneamente promosso al grado di maggior generale, in quanto il suo reggimento fu unito a due unità indiane per creare una forza di soccorso alle truppe britanniche in Afghanistan. Nella prima metà del 1841 la brigata si recò a Jalalabad; quindi fece una spedizione punitiva nella valle del Nazian per consentire alla famiglia di Shah Shuja Durrani il transito dal passo Khyber; infine, il 9 giugno 1841, raggiunse Kabul.
Shelton si rese presto molto impopolare fra i suoi colleghi e subordinati, partecipando solo a malincuore alle riunioni con il comandante britannico in Afghanistan, Sir William Elphinstone, rispondendo raramente alle sue domande e mostrandosi in generale sgradevole con tutti gli interlocutori. Elphinstone scrisse in seguito che il modo di fare di Shelton fu "molto sprezzante fin dal giorno del suo arrivo. Non mi dava mai informazioni o consigli, ma trovava invariabilmente da ridire su tutto ciò che veniva fatto e criticava e condannava tutti gli ordini impartiti agli ufficiali, spesso alterandoli e ritardandone l'esecuzione. Sembrava animato da malanimo nei miei confronti". Trattava i suoi uomini con durezza ed era visto come "un tiranno del suo reggimento".
Il capitano Colin Mackenzie poté osservare il passaggio di Shelton attraverso l'Afghanistan e scrisse che era "un brigadiere miserabile. La mostruosa confusione che si verifica nell'attraversamento dei fiumi a causa della mancanza di una disposizione comune è vergognosa e sarebbe fatale in un paese dichiaratamente nemico". Quando Mackenzie vide la brigata in una successiva occasione, dopo il suo ritorno dal passo Khyber, scrisse: "Come mi aspettavo, Shelton ha fatto marciare la brigata oltre i suoi limiti [...] I cavalli dell'artiglieria sono completamente esausti, quelli della cavalleria quasi, e le bestie da soma, cammelli [...] sono morti in gran numero e continueranno a morire per il troppo lavoro. Le inutili difficoltà a cui ha esposto gli uomini, soprattutto durante il passaggio attraverso il Khyber, hanno causato molto malcontento. Parte dell'artiglieria a cavallo in un'occasione si è ammutinata".

### Rivolta di Kabul

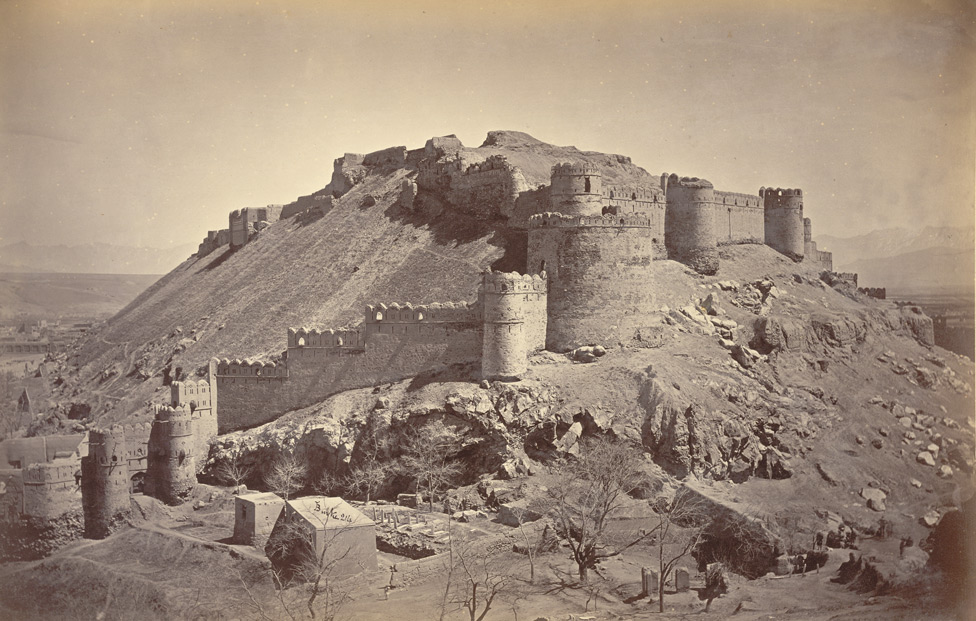
Il Bala Hissar in una foto del 1879

Il 2 novembre 1841 a Kabul scoppiò una rivolta durante la quale furono uccisi l'ufficiale britannico Alexander Burnes e alcuni suoi aiutanti. Shelton era accampato a due miglia a est della città. Gli fu ordinato di occupare la cittadella di Kabul, il Bala Hissar, ma mostrò una totale confusione quando ricevette l'ordine. Il capitano George Lawrence scrisse: "Il comportamento del brigadiere Shelton in questa crisi mi ha stupito oltre ogni espressione [...] Sembrava quasi fuori di sé, senza sapere come agire e con l'incapacità impressa su ogni tratto del viso". Nonostante le esitazioni di Shelton, le sue truppe raggiunsero il Bala Hissar senza essere contrastate e vi trascorsero la settimana successiva. Anche se la cittadella era protetta da possenti fortificazioni, Shelton si convinse di non poter resistere a un assedio e propose che le forze britanniche si ritirassero a Jalalabad, abbandonando Kabul e il filo-britannico Shah Shuja Durrani.
Le forze di Shelton evacuarono la cittadella e si trasferirono in un accampamento fuori città, anche se, come egli riconobbe, questo era protetto solo da un "bastione e un fossato che un afghano poteva scavalcare con la facilità di un gatto". Non fu neppure in grado di intraprendere alcuna azione per difendere un altro forte dove si trovavano i rifornimenti di cibo della guarnigione britannica, nonostante avesse 5000 uomini disponibili per questo compito. Mohan Lal Zutshi, che era stato il munshi (segretario) di Burnes, scrisse in seguito che Shelton "apparve fin dall'inizio disperare di aver successo, il che produsse un effetto nefasto in ogni combattente".
Come prevedibile, i britannici persero il forte dove si trovavano i rifornimenti e il 10 novembre 1841 Shelton guidò un attacco a un altro forte, il Rikab Bashee, occupato dagli insorti. Furono necessarie due chiamate a raccolta e un centinaio di perdite prima che il 44º Reggimento a piedi riuscisse a conquistare il forte. Quando gli afghani piazzarono due pezzi di artiglieria sulle colline di Bimaru, mezzo miglio a nord dell'accampamento britannico, Shelton guidò un attacco per scacciarli. Inizialmente ebbe successo, ma le colline furono presto rioccupate dagli afghani.

### Battaglia delle colline di Bimaru
Dieci giorni dopo Shelton condusse nuovamente i suoi uomini alla riconquista delle colline. Questo secondo attacco si rivelò disastroso: i jezail a canna lunga degli afghani avevano una gittata maggiore dei moschetti Brown Bess britannici e Shelton non fece alcun tentativo di trincerare i suoi uomini per proteggerli dal fuoco nemico. Al contrario, fece restare per ore le truppe in fila sulla cima della collina, completamente esposte al fuoco nemico. Furono sistematicamente abbattute dai cecchini afghani, mentre Shelton si rifiutava di ritirarsi. Come se non bastasse, Shelton adottò una formazione del tutto inadeguata alla situazione, come ha ricordato il tenente Vincent Eyre:
Il capitano Colin Mackenzie, che si prese una pallottola nella spalla durante la battaglia, scrisse:
La battaglia si trasformò inevitabilmente in una disfatta. 300 dei 1100 uomini presenti sulla collina furono uccisi lì, mentre molti altri rimasero isolati e furono uccisi uno ad uno durante la ritirata verso l'accampamento. George St. Patrick Lawrence, che aveva assistito, impotente, alla battaglia dalla sua postazione nell'accampamanto, scrisse del suo orrore nel vedere come "le nostre truppe in fuga [fossero] inseguite e mescolate al nemico, che le massacrava da ogni parte: la scena era così spaventosa che non potrò mai dimenticarla". Egli criticò aspramente "la totale incapacità del brigadiere Shelton, la sua sconsiderata esposizione dei suoi uomini per ore in cima a un alto crinale a un fuoco devastante, e la sua ostinata negligenza nell'avvalersi delle diverse opportunità che gli erano state offerte durante la giornata", tutte cose cche, secondo Lawrence, lo dimostravano "incapace di comandare".

### Ritirata e massacro

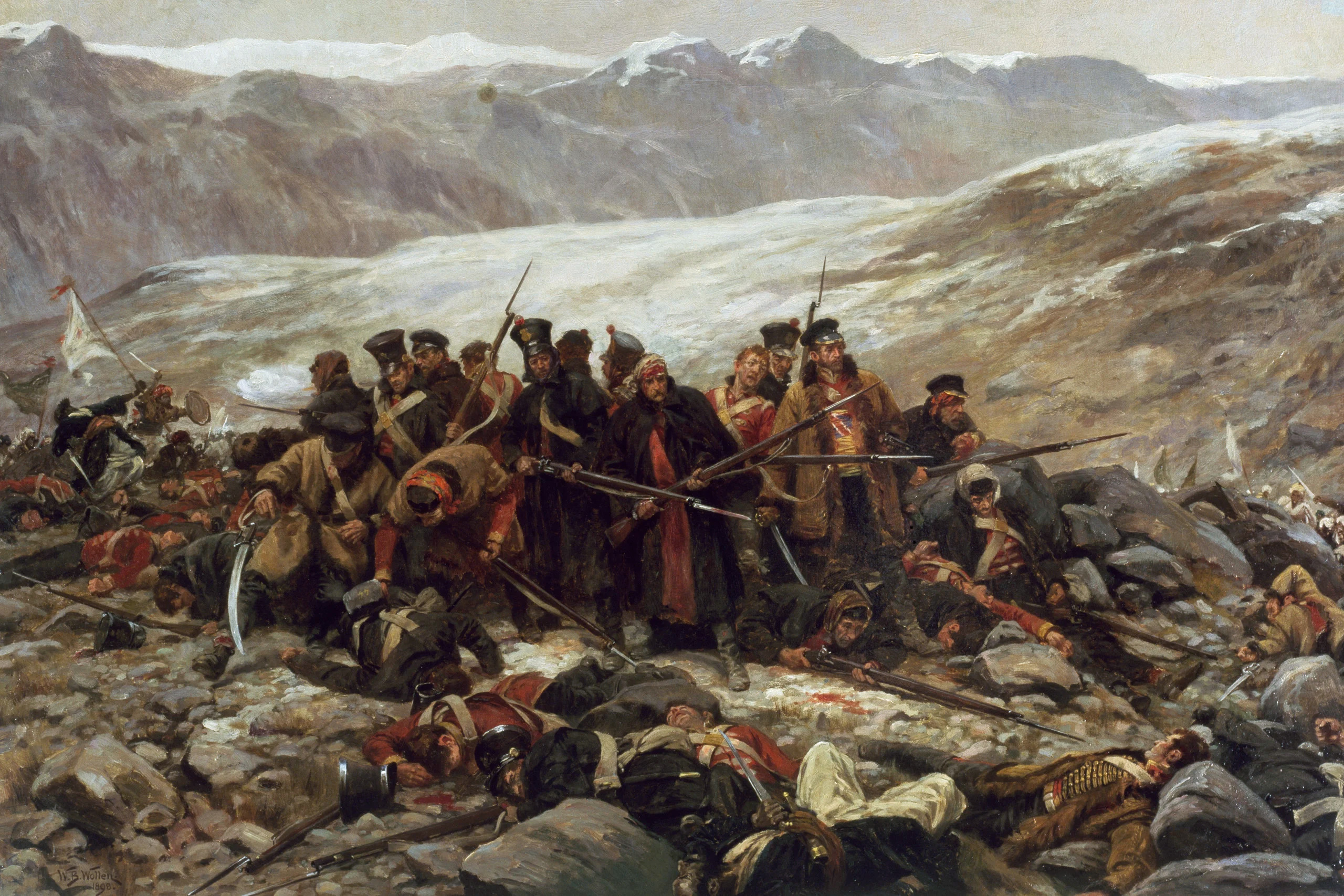
Una rappresentazione del 1898 dell'ultima resistenza dei sopravvissuti del 44º Reggimento a piedi a Gandamak

Shelton sfuggì al massacro delle sue truppe, anche se riportò cinque ferite in battaglia. Il suo fallimento a Bimaru ebbe un effetto disastroso sul morale. Mackenzie scrisse che la sua incapacità "vanificò l'eroismo degli ufficiali. Il loro spirito si era spento e la disciplina era quasi scomparsa". Non ci fu alcun altro tentativo di respingere gli afgani. Shelton, promosso colonnello effettivo dopo la battaglia, sostenne che la ritirata verso Jalalabad doveva iniziare prima delle nevicate invernali. Elphinstone, tuttavia, procrastinò per quasi un mese prima di tentare di avviare i negoziati con gli afghani. L'emissario britannico, Sir William Hay Macnaghten, fu ucciso dopo due settimane di trattative e il 6 gennaio 1842 la ritirata da Kabul ebbe inizio.
Migliaia di persone morirono nei cinque giorni successivi, quando la lenta colonna britannica cadde in ripetute imboscate da parte degli afghani. L'11 gennaio 1842 12000 dei 16500 uomini della colonna erano stati uccisi e rimanevano solo 200 soldati, quando i sopravvissuti entrarono nel piccolo villaggio di Jagadalak. Shelton era tra loro e combatteva vigorosamente nonostante avesse un solo braccio. Il capitano Hugh Johnson scrisse: "Niente poteva superare il coraggio di Shelton. Era come un bulldog assalito da tutti i lati da un mucchio di ricci che cercavano di attaccarlo alla testa, alla coda e ai fianchi. Il piccolo gruppo di Shelton fu attaccato a cavallo e a piedi e, sebbene questi ultimi fossero cinquanta contro uno, non un uomo osò avvicinarsi [...] Lo abbiamo applaudito alla maniera inglese quando è sceso a valle, nonostante in quel momento fossimo un bersaglio per i tiratori nemici sulle colline".
Johnson accompagnò Shelton ed Elphinstone in una trattativa con il leader afghano, Wazir Akbar Khan, ma tutti e tre gli uomini furono fatti prigionieri. Shelton, furioso, chiese di poter tornare dai suoi uomini e di morire combattendo, ma gli fu rifiutato. Il resto della colonna fu lasciato a sé stesso e fu massacrato a Gandamak. Solo un europeo gravemente ferito, l'assistente chirurgo William Brydon e alcuni sepoy indiani riuscirono a raggiungere Jalalabad il 13 gennaio 1842 gennaio.

## Conseguenze
Shelton era uno dei 32 ufficiali britannici e di un numero maggiore di soldati, donne e bambini che furono catturati e imprigionati da Wazir Akbar Khan per diversi mesi dopo la battaglia. Sebbene i prigionieri fossero trattati con riguardo, sembra che Shelton abbia preso male la sua prigionia. Ben presto fu detestato per la sua natura litigiosa dai suoi stessi compagni di prigionia e il capitano Souter, uno degli ufficiali del suo reggimento, scrisse in una lettera a casa: "Tutti indossiamo abiti afgani di un tipo o dell'altro, tranne Shelton, che non li ha adottati; ha l'aspetto dell'infelicità, con una grande barba grigia e i baffi; incontra con poca cortesia, ognuno pensando di essere alla pari con l'altro". Elphinstone morì in prigionia, lasciando Shelton come ufficiale britannico più alto in grado.
I prigionieri furono liberati il 21 settembre 1842, ma Shelton fu messo agli arresti da Lord Ellenborough, il governatore generale dell'India. Fu sottoposto a corte marziale a Ludhiana il 31 gennaio 1843, con quattro capi d'accusa. Il primo affermava che aveva ordinato "prematuramente e senza autorità" di svuotare i carri delle munizioni e di riempirli invece di provviste per la ritirata da Kabul, senza l'autorizzazione di Elphinstone. Le altre tre accuse, meno gravi, erano di aver usato un linguaggio irrispettoso nei confronti di Elphinstone davanti alle truppe, di essersi procurato del foraggio per i suoi cavalli da Wazir Akbar Khan e di essersi lasciato prendere prigioniero a Jagdalak. Nonostante le evidenti mancanze di Shelton, fu assolto da tre delle quattro accuse. Fu condannato per la meno grave delle quattro accuse, quella di aver procurato illecitamente cibo per i suoi cavalli, ma sfuggì alla punizione in quanto la corte ritenne che fosse stato adeguatamente censurato all'epoca da "un'autorità competente", cioè da Elphinstone.
Sebbene la corte abbia ritenuto che Shelton avesse dato prova "di un notevole sforzo nella sua ardua posizione, di una galanteria personale di altissimo livello e di una nobile devozione come soldato", il suo comportamento fu condannato duramente da alcuni dei suoi colleghi ufficiali. Il generale Charles Napier annotò la sua copia di The Military Operations at Cabul del tenente Vincent Eyre con commenti sprezzanti su Shelton, del quale Napier scrisse: "Mi sembra che a Shelton possa essere ricondotta l'intera disgrazia di questo esercito". Descrisse Shelton come "inadatto al comando" e pensò che avrebbe dovuto essere fucilato in quanto "autore di tutti i mali".

## Morte e sepoltura
Shelton riprese il comando del 44º Reggimento a piedi, che dovette essere ricostituito in quanto era stato praticamente spazzato via durante la ritirata. Fra le sue nuove truppe non era più popolare di quanto lo fosse stato in precedenza. Il 10 maggio 1845, mentre il suo reggimento era acquartierato nella Richmond Barracks di Dublino, il suo cavallo si imbizzarrì ed egli riportò gravi ferite: morì tre gorni dopo. Quando i suoi uomini vennero a sapere della sua morte si riunirono sulla piazza d'armi e fecero tre applausi. La sepoltura avvenne nella St. Peter's Church Dublino, demolita nel 1983.
Non ricevette alcuna medaglia o decorazione per le sue numerose campagne.